# 卫生中心站
卫生中心站位于辽宁省大连市甘井子区，是大连地铁2号线的一个车站，于2022年9月30日随2号线二期工程北段开通投入使用，车站名称“卫生中心”来源于车站主体结构南侧的大连市妇女儿童医疗中心。

## 位置
卫生中心站位于甘井子区岚岭西路，大连市妇女儿童医疗中心北侧，车站主体结构沿岚岭西路排布，共设有4个出入口。

## 结构
卫生中心站为岛式站台地下站，B1层为站厅层，B2层为站台层，设有一组岛式站台。
| B1 | 站厅层             | 站厅、自动售票机                        |
| B2 | 轨道               | ← █ 2号线列车往体育中心（大连北站方向） |
| B2 | 岛式站台，开左边门 |                                         |
| B2 | 轨道               | █ 2号线列车往后革（海之韵方向）→        |

## 出入口
卫生中心站共设有4个出入口，A及B出入口位于岚岭西路北侧，C1及C2出入口位于岚岭西路南侧，C2出入口外设置无障碍电梯。
| 出口编号     | 出口指示 | 建议前往的目的地                                                       |
| ------------ | -------- | ---------------------------------------------------------------------- |
| 出口 · A     |          | 岚岭西路北侧、西北路                                                   |
| 出口 · B     |          | 岚岭西路北侧                                                           |
| 出口 · C · 1 |          | 岚岭西路南侧、大连市妇女儿童医疗中心、中航华府、大连市疾病预防控制中心 |
| 出口 · C · 2 |          | 岚岭西路南侧、大连市妇女儿童医疗中心                                   |

## 附近公交线路
- - 518、907路公交车。